# لور دین، بدفوردشر
لاور دین (به انگلیسی: Lower Dean) یک روستا در بریتانیا است که در بدفورد واقع شده‌است.